# 福建省厦门第六中学
福建省厦门第六中学（英语：Xiamen No.6 High School of Fujian），简称厦门六中，是福建省的一所一级达标中学。

## 学校概况
厦门六中前身为厦门市私立中级文化学校，1954年先后迁址江夏堂和厦禾路344号（后者为初中部现址）。1955年更名为厦门市私立思明中学。1956年更名为厦门第六中学，成为公办学校。1971年秋开始创办高中，成为完全中学。1998年被认定为“福建省一级达标学校”，2003年与原东渡中学合并，成为厦门市首个高初中分设的学校，厦禾校区为初中部，东渡校区为高中部。随着厦门市实施“名校跨岛”办学战略，2023年同安校区正式投入使用，学校开启一校三区新模式，总规模为168个教学班，总占地面积259亩。
学校现有特级教师2人，省级名师1人、正高级教师5人，省级学科带头人9人，市拔尖人才1人，市级专家型教师15人，市学科带头人42人，省市级骨干教师109人。

## 学校荣誉
1998年学校获评福建省一级达标高中。
2009年成为福建省知识产权试点中学。
2015年获评全国青少年足球特色校。
2022年获评“福建省首批示范性普通高中学校”。
同年，两项教学成果获得国家级基础教育教学成果评选二等奖，获奖数量全省第一。学校被评为“厦门市首批中小学教师发展示范学校”。
2023年获评“福建省首批义务教育教改基地校”。

## 现任领导
党委书记: 姚育青
党委副书记、校长: 吴丹玲
纪委书记: 陈焕新
副校长: 张斌、苏圣奎、李国富、陈紫燕

## 历任校长
| 序号 | 校长姓名 | 就任   | 卸任   |
| ---- | -------- | ------ | ------ |
| 1    | 林采之   | 1953年 | 1956年 |
| 2    | 孙肇颖   | 1956年 | 1965年 |
| 3    | 姚生龙   | 1969年 | 1970年 |
| 4    | 陈炳三   | 1970年 | 1972年 |
| 5    | 上官世文 | 1972年 | 1973年 |
| 6    | 叶拯汉   | 1973年 | 1978年 |
| 7    | 柯栋梁   | 1978年 | 1980年 |
| 8    | 吴新岳   | 1986年 | 1998年 |
| 9    | 周君力   | 1999年 | 2007年 |
| 10   | 庄小荣   | 2007年 | 2011年 |
| 11   | 刘卫平   | 2011年 | 2017年 |
| 12   | 欧阳玲   | 2017年 | 2020年 |
| 13   | 姚育青   | 2020年 | 2024年 |
| 14   | 吴丹玲   | 2024年 | 至今   |

## 相关链接
- 厦门第六中学网站